# 梗堡乡
梗堡乡，是中华人民共和国四川省凉山彝族自治州金阳县曾经下辖的一个乡。2021年1月12日，撤销梗堡乡，原梗堡乡梗堡村及原春江乡幺米沱村、蒲家坪子村所属行政区域为对坪镇的行政区域；将原梗堡乡打罗村、拉布且村、梁子村、松林坪村所属行政区域划归山江乡管辖。

## 行政区划
梗堡乡撤销前下辖以下地区：
拉布且村、打罗村、梗堡村、松林坪村和梁子村。